# 傅玉斌
傅玉斌（1963年8月9日—），生于辽宁省，是已退役的中国著名足球守门员。他是八十年代辽宁队获得九连冠的主力队员。于1985年入选中国国家足球队，直到随队参加1992年亞洲盃足球賽期间一直是中国国家队主力门将，是八十年代末期到九十年代初期中国最著名的门将之一。

## 主要成绩
- 辽宁足球九连冠
- 1992年亞洲盃足球賽季军